# 도메인 사냥꾼
도메인 사냥꾼(cybersquatter)은 기업이나 유명 연예인의 이름을 인터넷 주소로 미리 등록한 뒤, 필요한 사람이나 기업에 고액에 되파는 행위(도메인 불법점유)를 하는 사람을 일컫는다. 사이버스퀘터라고도 한다.

## 같이 보기
- 도메인 네임 시스템
- 최상위 도메인
- 선라이즈 기간(Sunrise period)